# باشگاه فوتبال لس آنجلس گلکسی
لس آنجلس گلکسی (به انگلیسی: Los Angeles Galaxy) یک تیم فوتبال در شهر کارسون، ایالت کالیفرنیا، آمریکا است که در لیگ فوتبال آمریکا (MLSUSA) بازی می‌کند.

## تاریخچه

### ۱۹۵۵–۱۹۹۶: میراث فوتبال لس آنجلس
این تیم در سال ۱۹۹۵ یکی از ده تیم بنیان‌گذار ام اس ال شد

### ۲۰۰۷–۲۰۱۲: دوره بکهام
حضور دیوید بکهام در فصل ۲۰۰۹–۲۰۰۸ در این تیم با قراردادی به ارزش ۲۲۵ میلیون دلار موجب شهرت بیشتر این تیم شد.

## لوگوها

لوگوی گلکسی (۲۰۰۷-۱۹۹۶)
لوگوی گلکسی (۲۰۰۷-۲۰۱۴)
لوگوی گلکسی (۲۰۱۴-اکنون)

## ورزشگاه‌ها
- ورزشگاه تایتان; فولرتون، کالیفرنیا
- ورزشگاه رز بول; پاسادینا، کالیفرنیا
- ورزشگاه استاب هاب سنتر; کارسون، کالیفرنیا

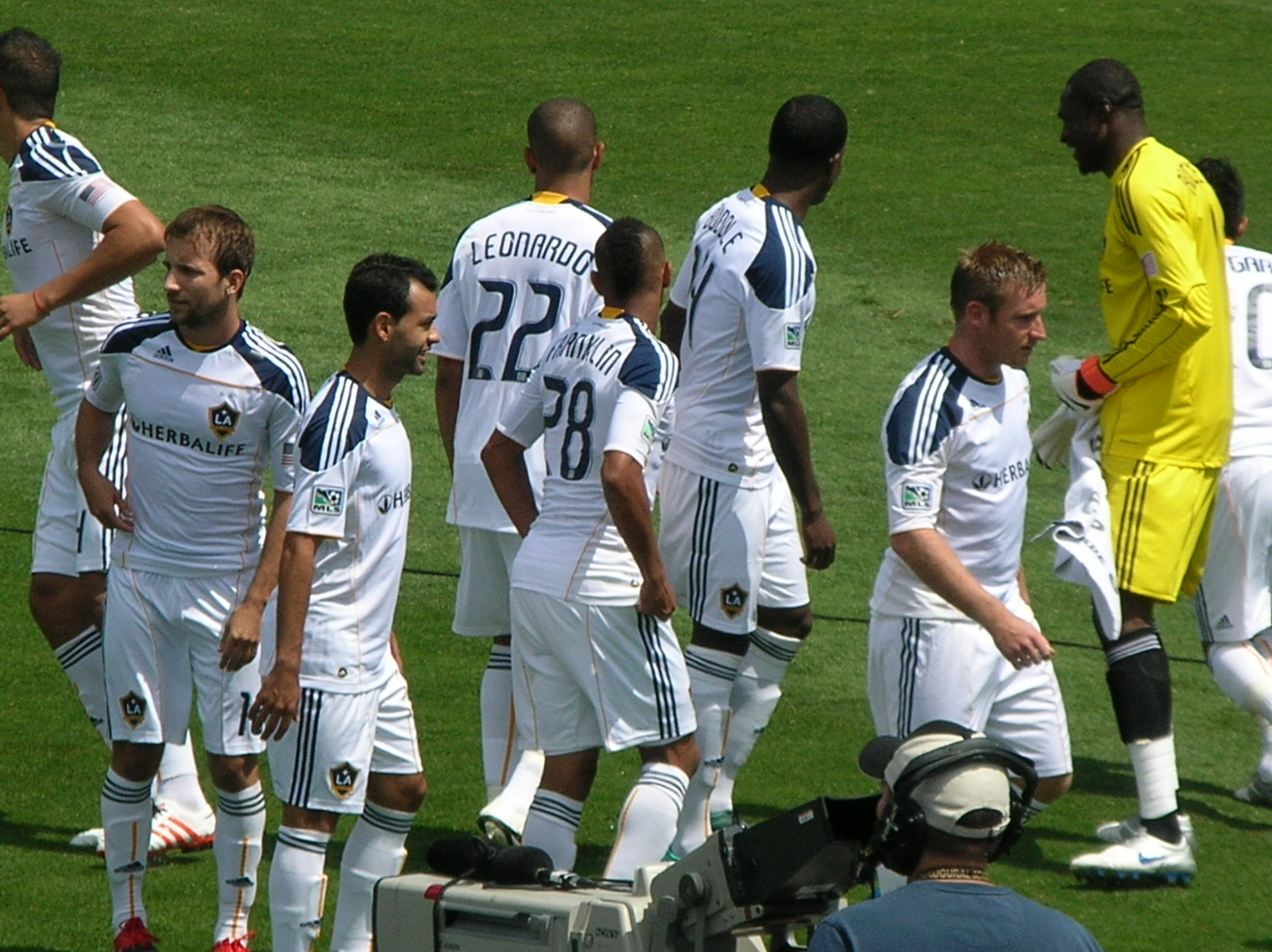

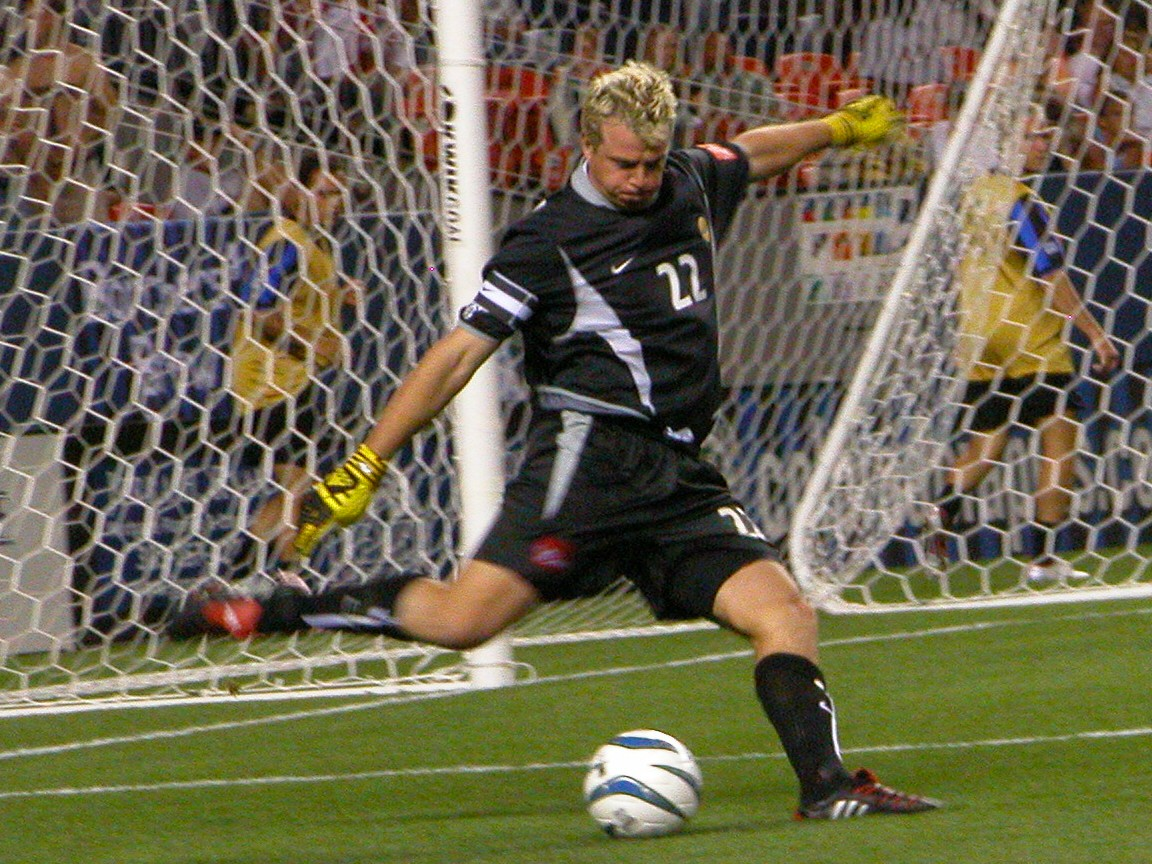
کوین هارتمن دروازه‌بان لس آنجلس گلکسی

## بازیکنان سرشناس پیشین
- کریس آلبرایت (۲۰۰۸–۲۰۰۲)
- کریس آرماس (۱۹۹۷–۱۹۹۶)
- دنی کلیف (۲۰۰۴–۲۰۰۰)
- پل کالیگری (۲۰۰۱–۱۹۹۷)
- خورخه کامپوس (۱۹۹۷–۱۹۹۶)
- جو کانن (۲۰۰۷)
- برایان چینگ (۲۰۰۱)
- مائوریسیو سینفوئگوس (۲۰۰۳–۱۹۹۶)
- سایمن الیوت (۲۰۰۴–۱۹۹۹)
- رابین فریزر (۲۰۰۰–۱۹۹۶)
- گاوین گلینتون (۲۰۰۳–۲۰۰۲) (۲۰۰۷–۲۰۰۶)
- هرکولز گومز (۲۰۰۶–۲۰۰۳)
- کوین هارتمن (۲۰۰۶–۱۹۹۷)
- کورت اونالفو (۱۹۹۶)
- کارلوس ارموسییو (۱۹۹۹–۱۹۹۸)
- ازرا هندریکسون (۲۰۰۳–۱۹۹۷)
- لوئیز هرناندز (۲۰۰۱–۲۰۰۰)
- آندرئاس هرتسوگ (۲۰۰۴)
- ادواردو اورتادو (۱۹۹۸–۱۹۹۶)
- آنته یازیچ (۲۰۰۹–۲۰۰۶)
- کوبی جونز (۲۰۰۷–۱۹۹۶)
- الکسی لالاس (۲۰۰۳–۲۰۰۱)
- مارتین ماچون (۱۹۹۸–۱۹۹۷)
- هونگ میونگ-بو (۲۰۰۴–۲۰۰۳)
- کلینت متیس (۲۰۰۰–۱۹۹۸) , (۲۰۰۸)
- آلخاندرو مورنو (۲۰۰۴–۲۰۰۲)
- کارلوس پاون (۲۰۰۷)
- گیلرمو رامیرز (۲۰۰۵)
- کارلوس رویز (۲۰۰۵–۲۰۰۲), (۲۰۰۸)
- ولتون (۱۹۹۹–۱۹۹۷)
- پیتر واگناس (۲۰۰۸–۲۰۰۰)
- گرگ ونی (۲۰۰۱–۱۹۹۶) , (۲۰۰۸)
- حسام شیرازی (۲۰۰۸–۲۰۰۷)
- دیوید بکهام (۲۰۱۲–۲۰۰۷)
- لندون داناون (۲۰۱۴–۲۰۰۵), (۲۰۱۶)
- رابی کین (۲۰۱۶–۲۰۱۱)
- استیون جرارد (۲۰۱۶–۲۰۱۵)
- جیووانی دوس سانتوس (۲۰۱۸–۲۰۱۵)
- اشلی کول (۲۰۱۸–۲۰۱۶)
- یله فان دامه (۲۰۱۷–۲۰۱۶)
- نایجل دی یانگ (۲۰۱۶)
- زلاتان ابراهیموویچ (۲۰۱۹-۲۰۱۸)
- جرمین جونز (۲۰۱۷)
- مارکو رویس (۲۰۲۴-اکنون)

## مربیان

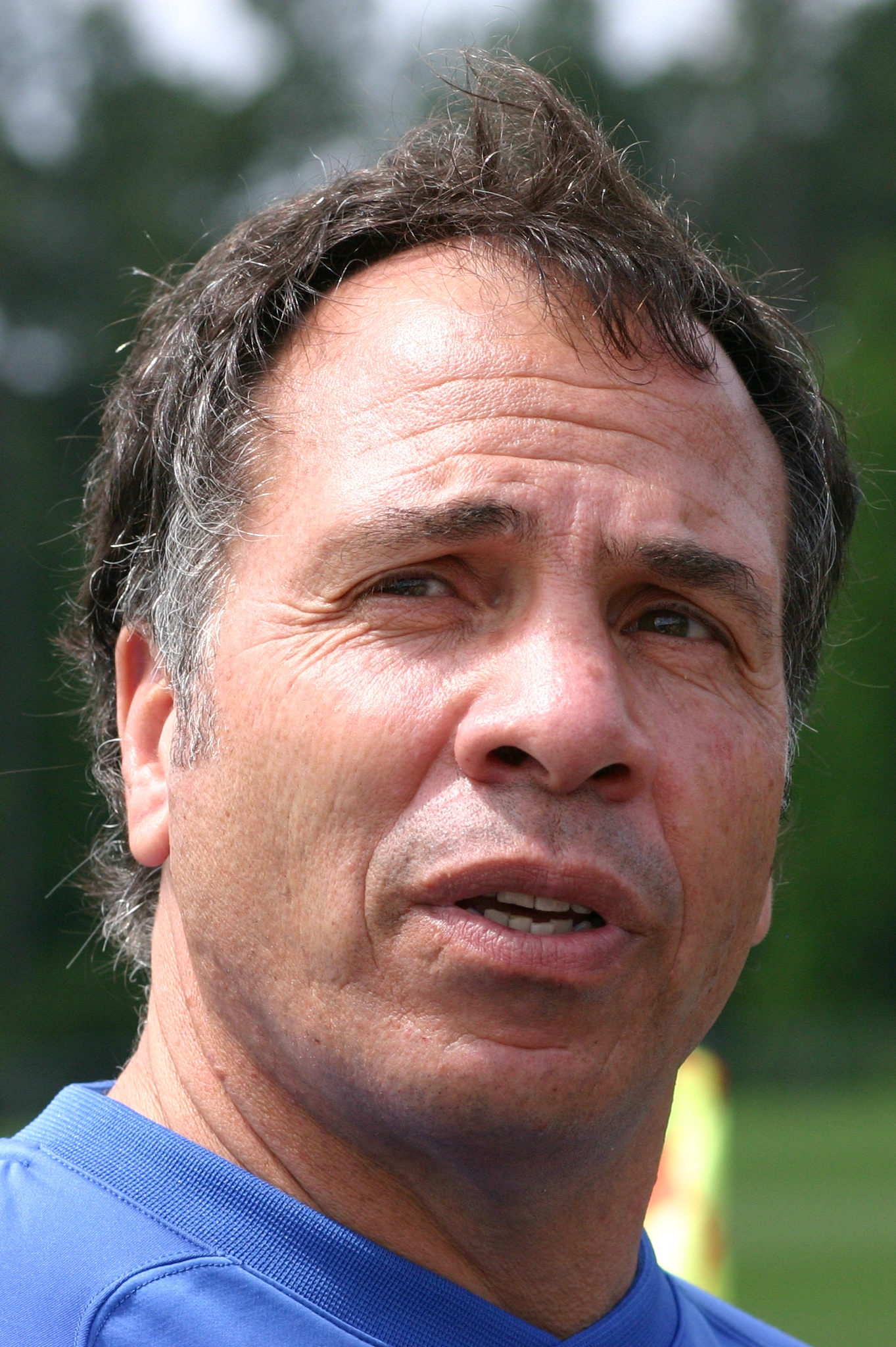
بروس آرینا

- لوتار اوسیاندر (۱۹۹۶–۱۹۹۷)
- اکتاویو زامبرانو (۱۹۹۷–۱۹۹۹)
- سیگی اشمیت (۱۹۹۹–۲۰۰۴)
- استیو سمپسون (۲۰۰۴–۲۰۰۶)
- فرانک یالوپ (۲۰۰۶–۲۰۰۷)
- رود گولیت (۲۰۰۷–۲۰۰۸)
- کوبی جونز (موقتی) (۲۰۰۸)
- بروس آرینا (۲۰۰۸–۲۰۱۶)

## افتخارات
- لیگ ام ال اس (۶): ۲۰۰۲، ۲۰۰۵، ۲۰۱۱، ۲۰۱۲، ۲۰۱۴، ۲۰۲۴